# Сивак, Анатолий Васильевич
Анато́лий Васи́льевич Сива́к (22 сентября 1940, с. Нижний Машет, Телькубасский район, Чимкентская область, Казахская ССР, СССР ― 23 февраля 2014) ― советский российский инженер-нефтяник, генеральный директор ПО «Варьеганнефтегаз» (1989―1994), председатель совета директоров ОАО «Сиданко» (1994―1998), Народный депутат РСФСР (1990―1993).

## Биография
Родился 22 сентября 1940 года в селе Нижний Машет Телькубасского района Чимкентской области Казахской ССР.
В начале своего трудового пути Сивак работал мотористом и старшим машинистом станции Машат Арысского энергоучастка и станции Арысь Казахской железной дороги. С 1961 по 1964 год служил в Советской Армии.
В 1969 году окончил Московский институт нефти и газа имени Губкина, после которого работал преподавателем экономики и организации планирования в Сызранском нефтяном техникуме.
В 1971 году Сивак переехал в Нижневартовск, где в следующие десять лет работал старшим инженером, заместителем начальника, начальником отдела научной организации труда и управления производством Нижневартовского управления буровых работ № 1.
В 1981 году назначен заместителем начальника УБР-1, затем — начальником управления объединения «Нижневартовскнефтегаз». Его коллега Павел Зарецкий вспоминает:

«Анатолий Васильевич был очень неравнодушным человеком. Ему до всего было дело, вокруг него всегда кипела общественная жизнь. Например, это он создал футбольную команду УБР-1 и провел турнир в честь Дня нефтяника памяти Повха С. Также он был причастен к организации художественной самодеятельности, в частности, организации хора УБР-1. При этом Сивак А. В. был прекрасным специалистом и собрал вокруг себя отличный коллектив. Если был уверен в своей правоте, отстаивал свое мнение и неизменно добивался поставленных целей. Его мечтой было — жить в Москве, „городе изобилия“, как он сам называл столицу. Впоследствии он добился и этой цели».— 
С 1985 по 1989 год Анатолий Сивак работал начальником Суторминского управления буровых работ в объединении «Ноябрьскнефтегаз». В 1989 году стал генеральным директором ПО «Варьеганнефтегаз».
Избирался депутатом, председателем городского Совета народных депутатов города Радужный. В 1990 году Сивак избран Народным депутатом РСФСР, был членом Комитета Верховного Совета РФ по промышленности и энергетике, членом Высшего экономического совета при Президиуме Верховного Совета России.
В 1994 году Постановлением Правительства России было создано ОАО «Сиданко». Президентом компании был назначен Анатолий Сивак, который также был избран председателем совета директоров «Сиданко». Входил в число пятидесяти ведущих предпринимателей России по итогам 1996 года. В 1997 года оставил пост президента компании, сохранив за собой пост председателя совета директоров, возглавлял при этом также советы директоров АО «Удмуртнефть» и АО «Кондпетролеум» — дочерних предприятий «Сиданко».
Был женат, трое детей. Увлекался русской классической литературой, охотой и рыбалкой.
Умер 23 февраля 2014 года.